# Castello di Reifnitz
Il castello di Reifnitz (in tedesco Schloss Reifnitz) è noto anche come Villa Bercht e si trova nell'omonima frazione del comune austriaco di Maria Wörth nel Distretto di Klagenfurt-Land appartenente al Land della Carinzia. La sua storia inizia nel XIX secolo.

## Storia

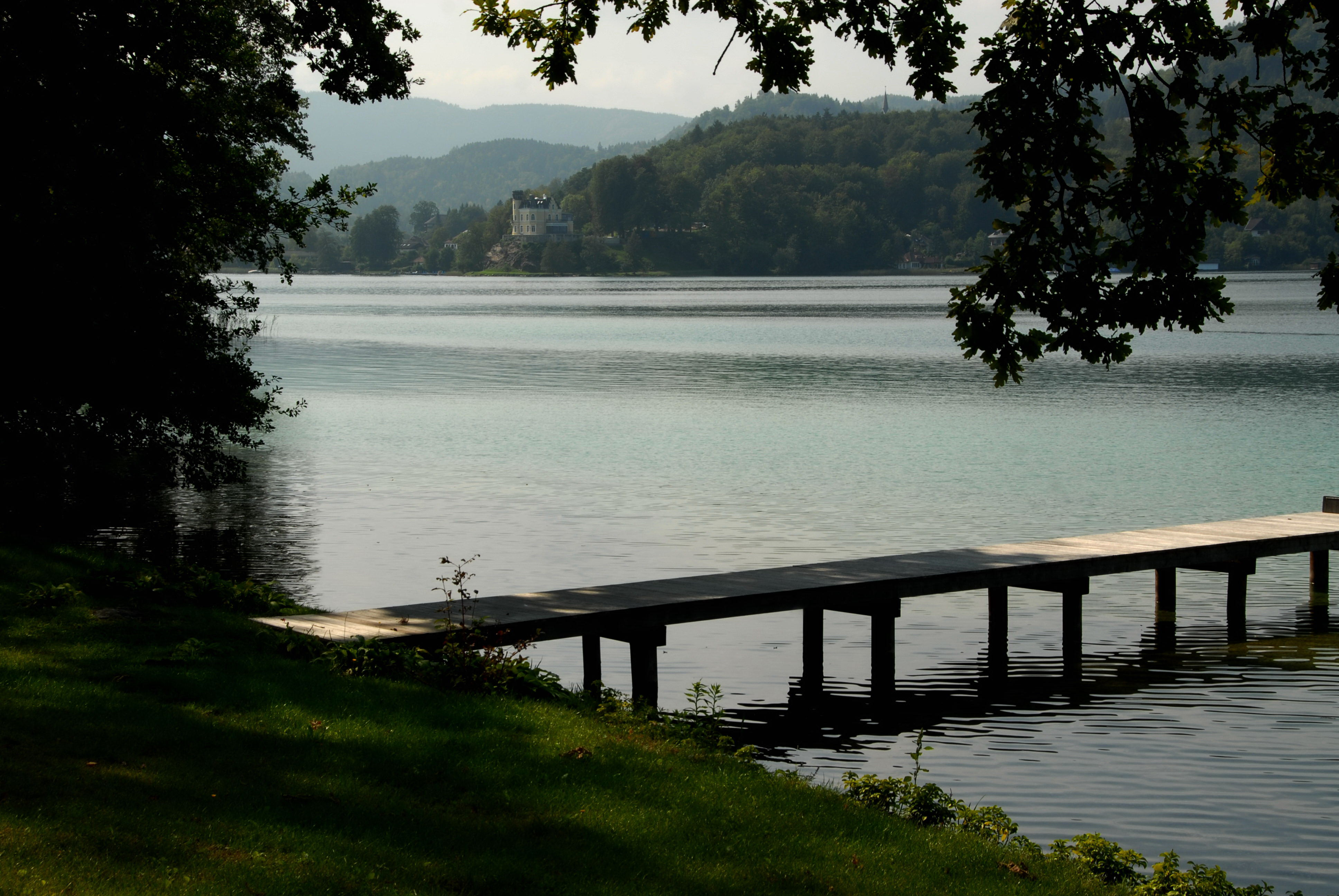
Vista del castello dalla sponda settentrionale del lago

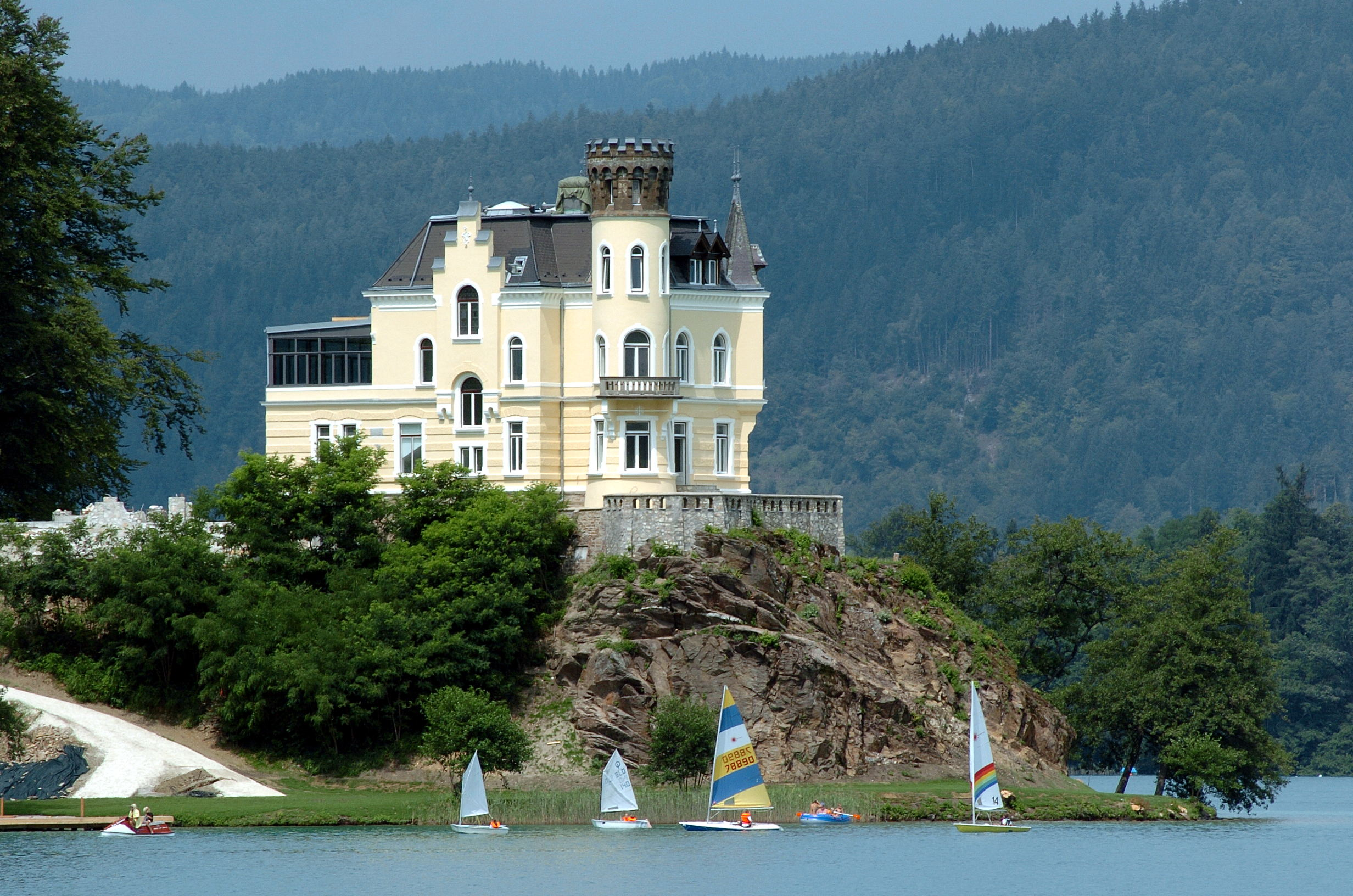
Castello sullo sperone di roccia

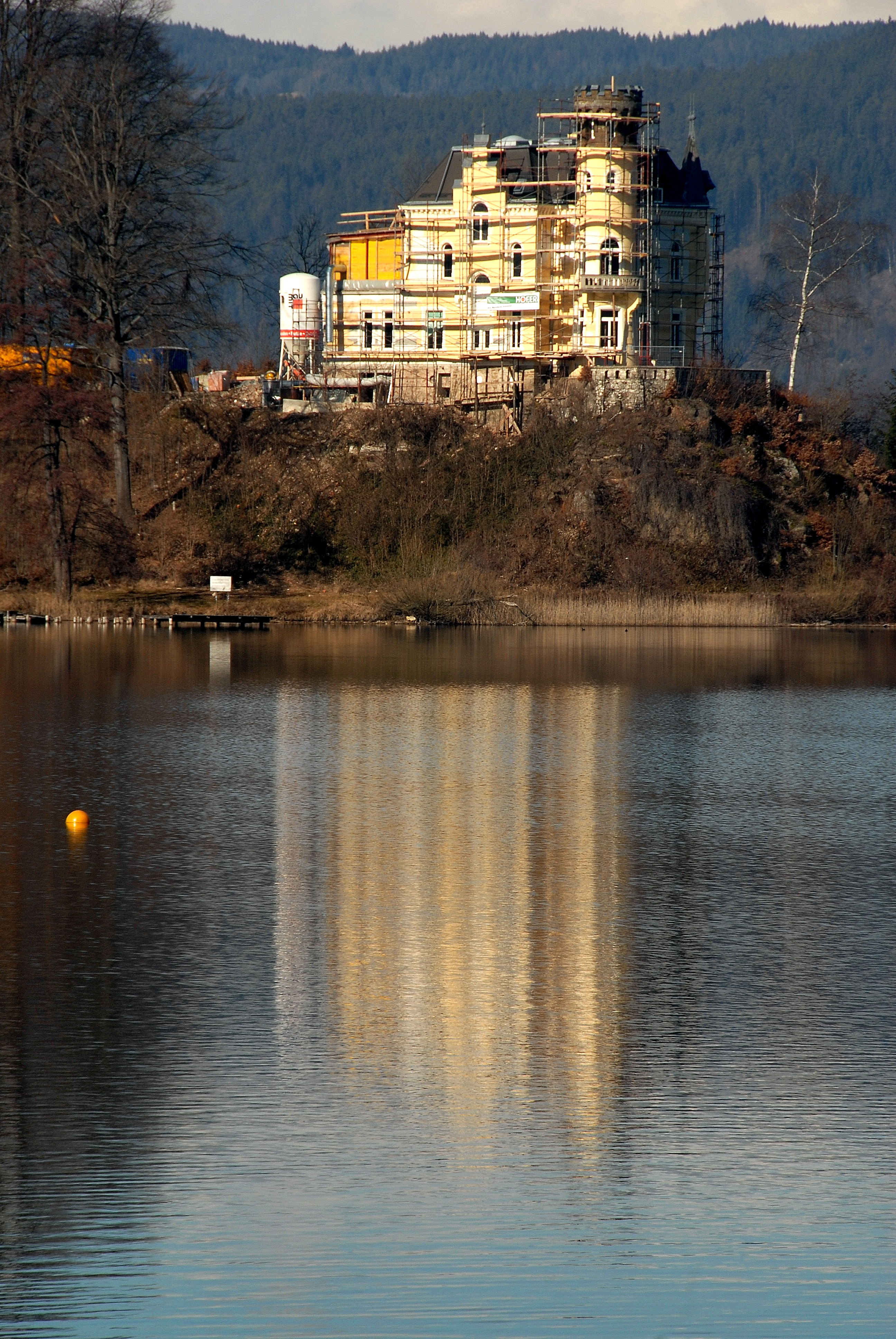
Lavori di restauro realizzati nel 2008

La famiglia Bercht acquistò la proprietà dopo aver visto la sua posizione e in quel sito, su progetto di un architetto di Amburgo, fece costruire il castello che per stile ricorda i palazzi Alster di Amburgo. Il castello, che in realtà è una villa signorile, venne edificato verso la fine del XIX secolo. Subito dopo la sua costruzione la famiglia lo cedette ad Adolf Heinrich Brecht. Il nome di castello invece di villa è dovuto alla sua forma e alla sua particolare posizione su un picco roccioso che si affaccia sullo Wörthersee e potrebbe correttamente essere chiamato anche villa Bercht. La notorietà della costruzione crebbe quando Heinrich Adolf Bercht divenne sindaco di Klagenfurt alla fine degli anni venti del XX secolo e spinse perché la cittadina si gemellasse con Amburgo, città natale di suo nonno. L'allora sindaco di Klagenfurt sperava di avere vantaggi economici dall'operazione e contattò l'amministrazione comunale di Amburgo. Tuttavia, considerando la grande distanza, agli abitanti di Amburgo l'idea non risultò gradita né sensata. In seguito Bercht, convinto che ciò avrebbe portato vantaggi economici, firmò il gemellaggio con Wiesbaden. Il comune di Maria Wörth acquistò il castello nel 1986 nella previsione di trasferirvi gli uffici comunali ma il progetto non si realizzò e nel 2006 l'immobile fu venduto a Frank Stronach. Tale vendita fece nascere polemiche perché il prezzo concordato venne giudicato troppo basso e venne aperta anche un'inchiesta, archiviata solo nel 2014, dopo che Stronach aveva ormai venduto le sue quote di proprietà a Siegfried Wolf.

## Descrizione

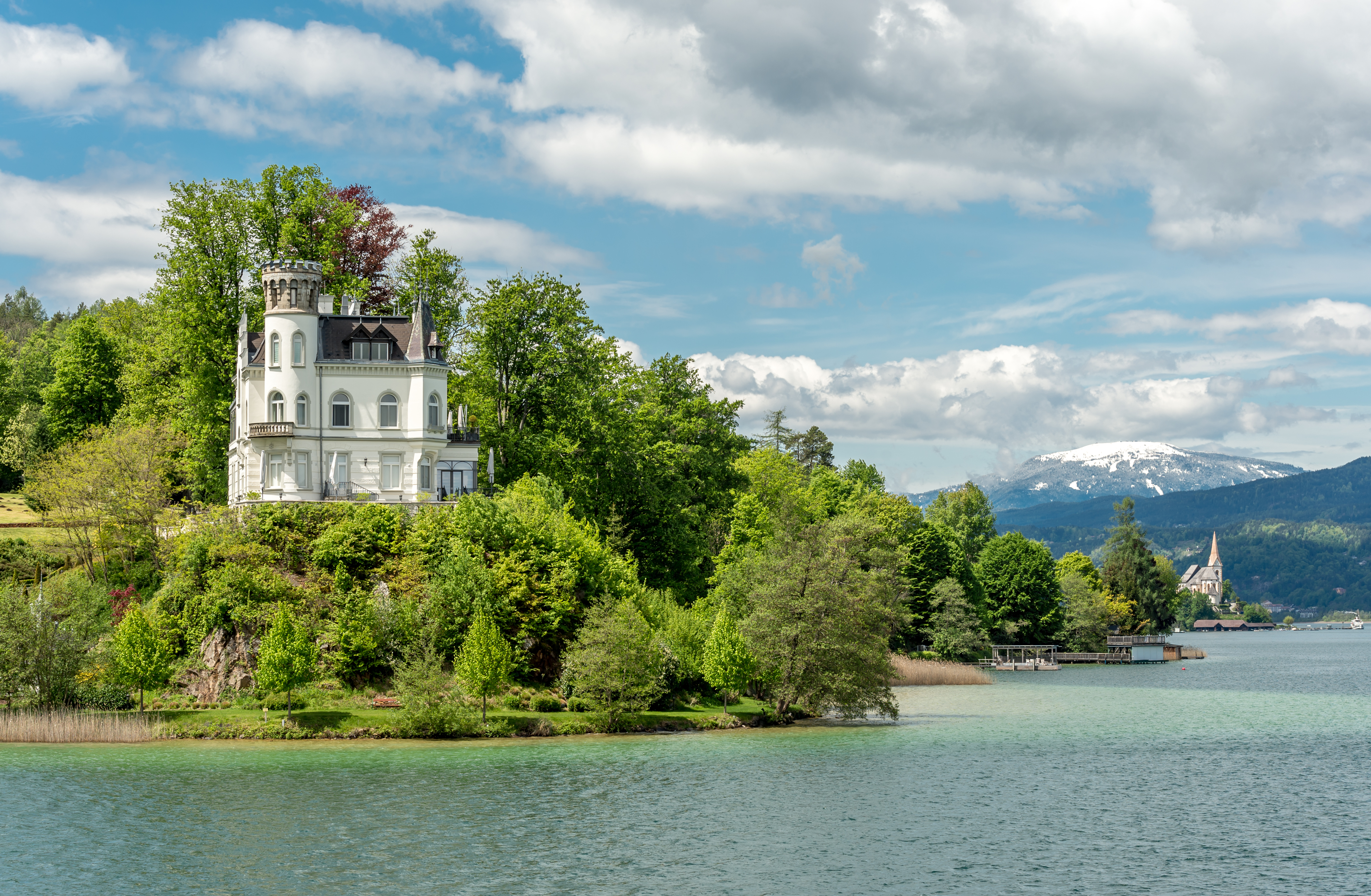
Il castello e, in secondo piano sulla destra, la chiesa parrocchiale dei Santi Primo e Feliciano di Maria Wörth

Il castello si trova a Reifnitz, frazione del comune austriaco di Maria Wörth nel Distretto di Klagenfurt-Land appartenente al Land della Carinzia. Situato su uno sperone roccioso sulla sponda meridionale del lago Worth. La struttura è particolarmente scenografica ed ospita una galleria cittadina.

### Bene architettonico tutelato
Il castello di Reifnitz è stato posto sotto tutela dei monumenti da parte della Repubblica austriaca col numero 12938.

## Nella cultura di massa
Il castello è stato utilizzato come location per la serie di film per la televisione Der Arzt vom Wörthersee – Schatten im Paradies e anche per questo motivo è divenuto un motivo di attrazione per i turisti.